# Английская болезнь (книга)
«Английская болезнь» (англ. Among The Thugs) — книга американского писателя Билла Буфорда, написанная в 1990 году, о футбольном насилии на берегах Англии и части континентальной Европы.

## Из аннотации к книге
Книга написана американцем, хотя и долгое время жившим в Англии — то есть далеким от английской и даже европейской культуры человеком. До приезда в Англию автор слабо представлял, что такое футбол (или, на американский манер, «соккер»). Тем более ему сложно было разобраться в том, что же такое есть эта пресловутая lad culture.
В русскоязычном переводе была опущена часть последней главы, посвященная чемпионату мира 1990 года в Италии — похожим образом эти события описываются и в российской прессе, так что редакционная комиссия решила от них отказаться. Тем не менее, некоторые рассуждения автора если и не верны, то весьма интересны; кроме того, автор — профессиональный журналист, и это также придает повествованию некий дополнительный шарм.

## Запреты
В России копия книги «Английская болезнь» в ноябре 2012 была внесена в Федеральный список экстремистских материалов под номером 1490.